# Who do I Gotta Kill
(Tagline del film)
Who Do I Gotta Kill ? (conosciuto anche come Me and the mob) è un film del 1994 diretto da Frank Rainone con James Lorinz, Sandra Bullock e Tony Darrow.

## Trama
Un autore, spinto a scrivere materiale dai toni più cupi, riesce a guadagnare fama come autore di opere ambientate nel contesto mafioso, cosa che gli viene resa possibile grazia all'influenza di un suo zio appartenente alla mafia.